# Thomas Crown
Pour les articles homonymes, voir L'Affaire Thomas Crown.
Pour plus de détails, voir Fiche technique et Distribution.
Thomas Crown (The Thomas Crown Affair) est un film américain réalisé par John McTiernan, sorti en 1999. Il s'agit d'un remake du film L'Affaire Thomas Crown de Norman Jewison sorti en 1968.

## Synopsis

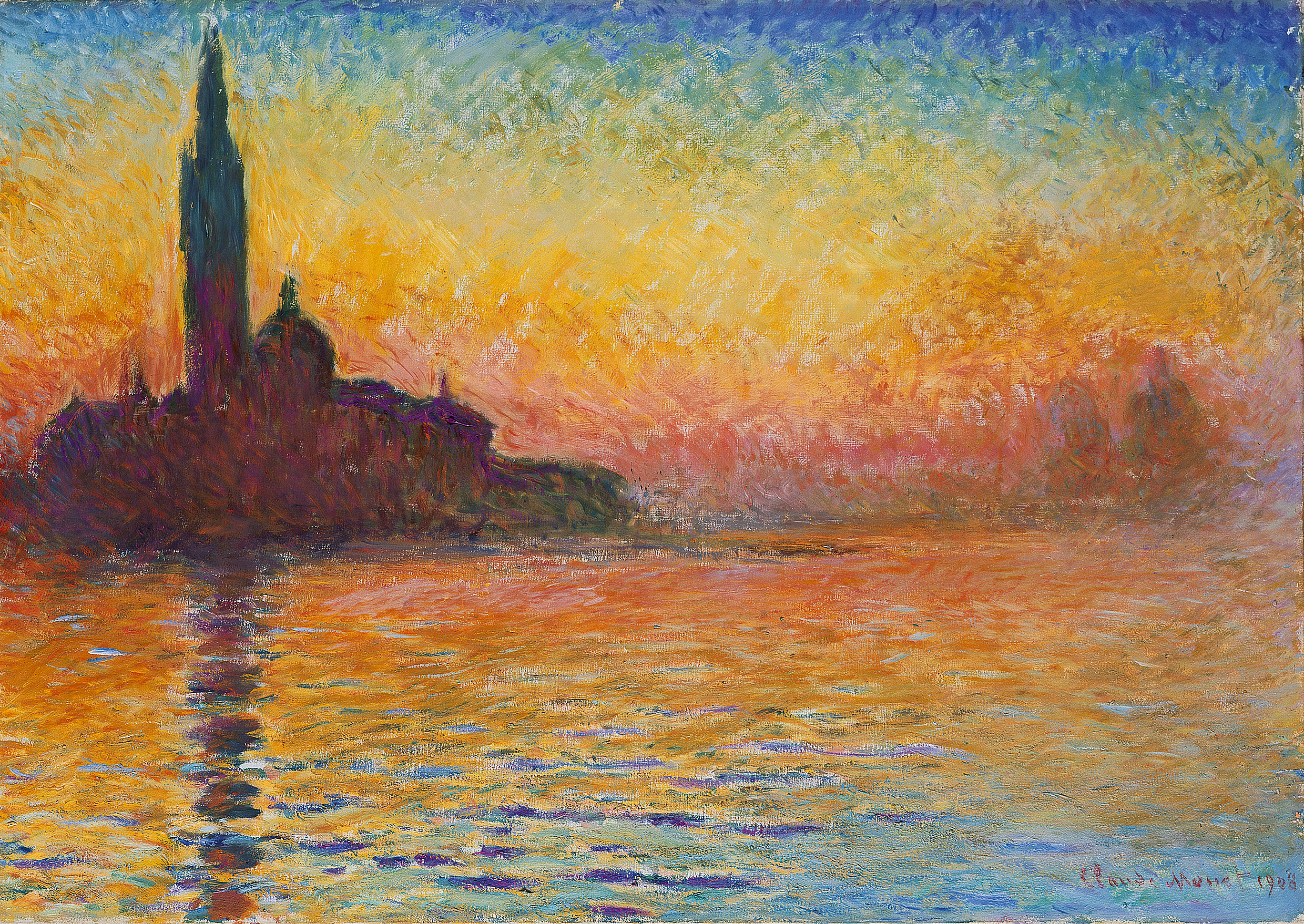
Saint-Georges-Majeur au crépuscule de Claude Monet

Le Met ou Metropolitan Museum of Art de Manhattan reçoit, semble-t-il par erreur, une sculpture géante représentant le cheval de Troie. La nuit venue, des hommes en sortent et sabotent le système de climatisation du musée. Plus tard, ils s'habillent comme les employés du Met, tentent de s'emparer de toiles de grande valeur, mais sont capturés. Profitant de la confusion, le richissime homme d'affaires Thomas Crown, également collectionneur d'art et généreux mécène, s'empare de la toile Saint-Georges-Majeur au crépuscule de Claude Monet. Peu après, les assureurs dépêchent sur place Catherine Banning, une séduisante enquêtrice ayant pour mission de retrouver cette œuvre assurée pour 100 millions de dollars. L'inspecteur Michael McCann de la police de New York doit donc composer avec cette femme, bien qu'elle ne soit pas policière.
Le lendemain matin, Catherine Banning se présente au poste de police afin de visionner les vidéos de surveillance en compagnie des policiers. Elle note que les images de la salle où se trouvait la toile deviennent blanches à un certain moment, à la différence des images des autres salles. Elle apprend qu'un système de surveillance par infrarouge y a été installé. C'est pourquoi l'élévation de température due à la panne de la climatisation a rendu invisible les déplacements dans cette pièce. Elle s'y rend, constate que les bancs ont deux pieds alors qu'un banc sur la vidéo en a trois, et pense qu'il s'agit d'un radiateur portatif. De son côté, Thomas Crown identifie l'un des criminels. Mais entre-temps Catherine Banning recherche les amateurs des tableaux de Monet, et découvre que le collectionneur fortuné en a acheté plusieurs. Elle en conclut que c'est probablement lui le voleur, ce que l'inspecteur McCann ne croit pas car l'homme est très riche, ce à quoi elle réplique qu'il l'a fait par défi personnel et par goût du risque. À une conférence de presse organisée pour souligner le don d'une toile de Pissarro, de mêmes dimensions que le Monet volé, elle se fait remarquer de Thomas Crown et accepte son invitation à dîner.
L'homme d'affaires l'emmène au Met puis dîner, alors que tous deux sont constamment surveillés par la police. Leur attirance mutuelle est palpable et chacun connaît bien l'autre, chacun ayant étudié le parcours de l'autre. Catherine met la main sur les clés de Thomas, et un policier fait faire un double de celle de la porte principale de sa résidence. Au moment de le quitter, elle remet les clés en place, tandis qu'il fait semblant d'ignorer son manège. Le lendemain, elle s'introduit illégalement chez lui avec des agents et y trouve le Monet volé. Au poste de police, un expert déclare qu'il s'agit en fait d'un faux, l'arrière-plan étant l'un des tableaux de la série des Chiens jouant au poker. Furieuse, Catherine demande où se trouve Thomas Crown. Elle le retrouve dans un bal où il danse avec une jeune femme prénommée Anna. Elle se substitue à cette dernière dans ses bras puis déclare refuser les miettes qu'il répand, ce à quoi il réplique que c'est un jeu. Après une danse lascive, tous deux vont chez Thomas où ils se livrent torridement l'un à l'autre.
Au petit-déjeuner, ils discutent de tout et de rien. C'est le début d'une liaison plus régulière. Ils volent en planeur et se rendent ensuite dans les Caraïbes. Pendant leur voyage en avion, elle remarque une boîte pouvant contenir la toile volée. Sur une petite île caribéenne où il l'a amenée, le couple se détend, profite des lieux, puis se restaure non loin d'un feu de bois sur la véranda d'un bungalow où la boîte est en évidence. Ils discutent informellement de son contenu tout au long de la soirée, puis elle met fin au jeu en déposant la boîte au feu. Thomas lui avoue qu'il s'agit en fait d'un Renoir peu connu. Le lendemain, elle l'observe en train de parler avec des hommes plutôt élégants. Elle devine que Thomas Crown veut partir pour de longues vacances. Plus tard, il lui offre une grosse somme d'argent pour qu'elle abandonne sa mission, ce qu'elle refuse. Dès son retour à New York, l'inspecteur McCann la confronte sur ses rendez-vous avec le riche collectionneur. Elle prétend que c'est un jeu pour le coincer, jusqu'à ce que le policier lui montre des clichés où il s'affiche avec Anna. Se croyant trompée, elle donne au policier des photos des bordures de la toile, indiquant que les assureurs prennent ce type de clichés pour authentifier les tableaux.
Chacun de leur côté, elle et l'homme d'affaires éprouvent des sentiments confus. Thomas consulte sa psychologue qui lui révèle que c'est une femme à sa mesure et que la perdre lui coûterait cher sur le plan émotionnel. Les deux se revoient et il demande à Catherine de s'enfuir avec lui, mais elle éprouve des doutes sur sa fidélité à cause d'Anna. Il avoue avoir fait en sorte que la police les photographie ensemble, puisque Catherine découvrirait tôt ou tard cette relation. Elle ordonne alors au chauffeur d'arrêter l'auto dans laquelle ils se trouvent et le duo s'affronte verbalement dans un parc, Thomas expliquant qu'il veut tester sa sincérité. Blessée, elle refuse de l'entendre alors qu'il insiste pour savoir si elle veut partir avec lui.
À son retour au poste de police, Michael McCann demande à Catherine de l'accompagner auprès de faussaires habitant à New York. L'un d'entre eux déclare qu'un seul faussaire, « l'Allemand », est capable de copier Monet, mais cet homme se trouve en prison depuis plusieurs années. Questionné, le prisonnier refuse de répondre mais ne peut cacher une certaine émotion en voyant le faux Monet, émotion que Catherine ne parvient pas à comprendre. Plus tard, elle déclare à l'inspecteur McCarr qu'il s'agit selon elle d'un sentiment de fierté que le détenu n'a pas su cacher. Après quelques recherches, la police découvre que le businessman a travaillé avec le faussaire emprisonné qui aurait un fils, meilleur faussaire que son père. Elle retourne alors chez Thomas, qu'elle retrouve avec Anna, ce qui la met en colère et la désespère. Il se défend en lui disant qu'il doit simplement de l'argent à Anna, et annonce vouloir restituer la toile au musée pour que Catherine et lui puissent vivre ensemble sans obstacle. Se sentant à nouveau trompée, elle s'enfuit en larmes. Elle rejoint l'inspecteur McCann à qui elle révèle que Thomas Crown va ramener la toile et sera au Met à une heure précise.
Le lendemain, la police est partout dans le musée. À la suite d'un appel téléphonique, Thomas dit à Catherine que le faussaire n'a pas de fils mais qu'il a bien une fille qui vit à New York. Elle finit par comprendre que c'est Anna. Et sa peine et sa colère se transforment en admiration lorsqu'elle aperçoit Thomas avec un porte-document, habillé comme Le Fils de l'homme de René Magritte. Ensuite, il se fond dans la foule où d'autres hommes vêtus de même s'échangent des attachés-cases. Les policiers sont incapables d'identifier Thomas Crown parmi eux, tandis que celui-ci se rend près de la salle où se trouvait le Monet, puis lance des bombes fumigènes qui déclenchent des gicleurs à l'eau. En quelques minutes, des rideaux d'acier cachent les toiles. Seul le Pissarro donné par Thomas est exposé aux jets d'eau, lavant la peinture à l'eau qui masquait le Monet volé.
Quand les rideaux d'acier se rétractent, les policiers constatent qu'un tableau d'Édouard Manet a été volée. La mission qui lui incombait étant terminée, l'enquêtrice s'éloigne doucement de la salle. Interpellée par l'inspecteur McCann, elle explique que ses employeurs ne couvrent pas le vol du Manet. L'officier de police lui explique alors qu'il se « fout » des jeux de riches, parce qu'il préfère protéger les enfants et les femmes violentés. Catherine se rend ensuite à un lieu de rendez-vous fixé par Thomas, où elle découvre un homme qui lui remet le Manet. Dévastée, elle se rend à l'aéroport, où elle prend un avion pour retourner en Europe, après avoir déposé le Manet à l'accueil et demandé de contacter la police pour que le tableau soit retourné au Met. Alors qu'elle pleure doucement à bord de l'avion, une main lui tend un mouchoir et elle découvre Thomas assis derrière elle. Après s'être rué sur lui et l'avoir brièvement martelé de coups, elle l'embrasse et menace de lui casser les deux bras s'il lui fait à nouveau un coup pareil.

## Fiche technique
Sauf indication contraire, les informations mentionnées dans cette section peuvent être confirmées par la base de données cinématographiques IMDb,  présente dans la section « Liens externes ».
- Titre français : Thomas Crown
- Titre québécois : L'Affaire Thomas Crown
- Titre original : The Thomas Crown Affair
- Réalisation : John McTiernan
- Scénario : Leslie Dixon et Kurt Wimmer, d'après le scénario original d'Alan Trustman (en)
- Décors : Bruno Rubeo
- Costumes : Kate Harrington
- Photographie : Tom Priestley Jr.
- Musique : Bill Conti
- Montage : John Wright
- Production : Pierce Brosnan et Beau St. Clair
- Sociétés de production : United Artists, Metro-Goldwyn-Mayer et Irish DreamTime
- Sociétés de distribution : Metro-Goldwyn-Mayer (États-Unis), United International Pictures (France)
- Budget : 48 millions de dollars[1]
- Pays d'origine :  États-Unis
- Format : couleurs - 2,35:1 - DTS / Dolby Digital / SDDS - 35 mm
- Genres : Thriller et romance
- Durée : 113 minutes
- Dates de sortie[2] : 
  -  États-Unis : 27 juillet 1999
  -  Belgique,  France : 22 septembre 1999

## Distribution
- Pierce Brosnan (VF : Emmanuel Jacomy) : Thomas Crown
- Rene Russo (VF : Véronique Augereau) : Catherine Banning
- Denis Leary (VF : Éric Herson-Macarel) : Michael McCann
- Faye Dunaway (VF : Perrette Pradier) : la psychiatre
- Ben Gazzara : Andrew Wallace
- Frankie Faison (VF : Mouss Diouf) : l'inspecteur Paretti
- Fritz Weaver : John Reynolds
- Charles Keating : Friedrich Golchan
- Mark Margolis : Heinrich Knutzhorn
- Esther Cañadas : Anna Knutzhorn
- Michael Lombard (en) : Bobby McKinley
- James Saito : Paul Cheng
- Robert Novak : le directeur du musée

## Production

### Développement
Pierce Brosnan, également producteur du projet, contacte John McTiernan qui, après s'être déclaré indisponible, accepte finalement de réaliser le film. Dès lors, ce dernier procède à diverses modifications du scénario : il souhaite que les spectateurs apprécient davantage Thomas Crown. Alors que celui incarné par Steve McQueen dans le film original de 1968 braquait deux banques, il suggère que le personnage qu'incarne Pierce Brosnan ne vole qu'une œuvre d'art. Le réalisateur écrit aussi une scène de casse inspirée du Cheval de Troie avec des caméras thermiques.

### Attribution des rôles
John McTiernan avait déjà dirigé Pierce Brosnan dans son premier long métrage, Nomads, sorti en 1986.
La psychiatre de Thomas Crown est interprétée par Faye Dunaway, qui incarnait le personnage féminin principal dans le film de 1968.

### Tournage
Le tournage a lieu principalement à New York (Central Park, Manhattanville, Purchase, Bronx, ...). Le Metropolitan Museum of Art ayant refusé que le film soit tourné dans son enceinte, la production s'est alors rabattue sur la New York Public Library. Des scènes ont aussi été tournées dans l'État de New York (Yonkers, Elmira) ainsi que sur l'île de la Martinique (Saint-Pierre, Le Vauclin et aéroport international Martinique Aimé Césaire, ...).
Tom Priestley Jr. a remplacé le directeur de la photographie Ericson Core après huit jours de tournage. Pierce Brosnan a réalisé lui-mème ses cascades pour la scène du catamaran.

### Musique
La bande originale est composée par Bill Conti. L'album contient également des chansons de Nina Simone, Wasis Diop et Sting. Ce dernier reprend la chanson The Windmills of Your Mind composée par Michel Legrand et interprétée par Noel Harrison sur la bande originale de L'Affaire Thomas Crown (1968). Au cours de la scène du bal au milieu du film, l'orchestre joue quelques mesures de la chanson.

#### Liste des titres
1. The Windmills of Your Mind – Sting
2. Sinnerman – Nina Simone
3. Everything (...Is Never Quite Enough) – Wasis Diop
4. Caban La Ka Kratchie – Georges Fordant
5. Black & White X 5 – Bill Conti
6. Never Change – Bill Conti
7. Meet Ms. Banning – Bill Conti
8. Goodnight/Breaking & Entering – Bill Conti
9. Glider Pt. 1 – Bill Conti
10. Glider Pt. 2 – Bill Conti
11. Cocktails – Bill Conti
12. Quick Exit – Bill Conti

## Distinctions
Source : Internet Movie Database

### Récompenses
- Blockbuster Entertainment Awards 2000 : meilleur acteur dans un film dramatique pour Pierce Brosnan, meilleur second rôle masculin dans un film dramatique pour Denis Leary

### Nominations
- Blockbuster Entertainment Awards 2000 : meilleure actrice dans un film dramatique pour Rene Russo
- Satellite Awards 2000 : meilleure musique originale pour Bill Conti

## Accueil

### Critique
Le film reçoit des critiques plutôt positives. Sur l'agrégateur américain Rotten Tomatoes, il récolte 69 % d'opinions favorables pour 102 critiques et une note moyenne de 6,4⁄10. Sur Metacritic, il obtient une note moyenne de 72⁄100 pour 23 critiques.
En France, le film obtient une note moyenne de 3,1⁄5 sur le site Allociné, qui recense 17 titres de presse.

### Box-office
| Pays ou région    | Box-office      | Date d'arrêt du box-office | Nombre de semaines |
| ----------------- | --------------- | -------------------------- | ------------------ |
| États-Unis Canada | 69 305 181 $    | 16 décembre 1999           | 19                 |
| France            | 748 604 entrées |                            |                    |
| Total mondial     | 124 305 181 $   | -                          | -                  |

## Analyse

### Différences avec le film original
Dans cette nouvelle version, Thomas Crown vole un tableau dans un musée, et non 2,6 millions de dollars dans une banque comme dans le film de 1968. Le réalisateur John McTiernan a souhaité ce changement pour que le public ait plus de sympathie envers le personnage avec un casse moins violent. Par ailleurs, l'intrigue se déroule ici à New York, et non à Boston.
John McTiernan a pensé que la scène du film original se déroulant lors d'un match de polo ferait ici assez « cliché ». Il a donc choisi une course de catamarans en remplacement.